# Episodi di Suspense (seconda stagione)
La seconda stagione della serie televisiva Suspense, composta da 42 episodi, è stata trasmessa negli Stati Uniti dall'emittente CBS dal 6 settembre 1949 al 27 giugno 1950.
In Italia la serie è inedita.
| n° | Titolo                          | Pubblicazione     |
| -- | ------------------------------- | ----------------- |
| 1  | Lunch Box                       | 6 settembre 1949  |
| 2  | Collector's Item                | 13 settembre 1949 |
| 3  | Dr. Jekyll and Mr. Hyde         | 20 settembre 1949 |
| 4  | The Comic Strip Murder          | 27 settembre 1949 |
| 5  | Dr. Violet                      | 4 ottobre 1949    |
| 6  | A Cask of Amontillado           | 11 ottobre 1949   |
| 7  | The Serpent Ring                | 18 ottobre 1949   |
| 8  | The Murderer                    | 25 ottobre 1949   |
| 9  | Black Passage                   | 1° novembre 1949  |
| 10 | Suspicion                       | 8 novembre 1949   |
| 11 | The Thin Edge of Violence       | 15 novembre 1949  |
| 12 | The Third One                   | 22 novembre 1949  |
| 13 | Man in the House                | 29 novembre 1949  |
| 14 | The Scar                        | 6 dicembre 1949   |
| 15 | The Gray Helmet                 | 13 dicembre 1949  |
| 16 | The Seeker and the Sought       | 20 dicembre 1949  |
| 17 | The Case of Lady Sannox         | 27 dicembre 1949  |
| 18 | Morning Boat to Africa          | 3 gennaio 1950    |
| 19 | The Bomber Command              | 10 gennaio 1950   |
| 20 | Summer Storm                    | 17 gennaio 1950   |
| 21 | The Horizontal Man              | 24 gennaio 1950   |
| 22 | The Distant Island              | 31 gennaio 1950   |
| 23 | Escape This Night               | 7 febbraio 1950   |
| 24 | The Suicide Club                | 14 febbraio 1950  |
| 25 | Roman Holiday                   | 21 febbraio 1950  |
| 26 | The Man Who Talked in His Sleep | 28 febbraio 1950  |
| 27 | The Ledge                       | 7 marzo 1950      |
| 28 | The Parcel                      | 14 marzo 1950     |
| 29 | My Old Man's Badge              | 21 marzo 1950     |
| 30 | The Second Class Passenger      | 28 marzo 1950     |
| 31 | 1000 To One                     | 4 aprile 1950     |
| 32 | Steely, Steely Eyes             | 11 aprile 1950    |
| 33 | Murder at the Mardi Gras        | 18 aprile 1950    |
| 34 | The Gentleman from America      | 25 aprile 1950    |
| 35 | Death of a Dummy                | 2 maggio 1950     |
| 36 | Red Wine                        | 9 maggio 1950     |
| 37 | One and One's a Lonesome        | 16 maggio 1950    |
| 38 | Photo Finish                    | 23 maggio 1950    |
| 39 | Listen, Listen                  | 30 maggio 1950    |
| 40 | Black Bronze                    | 6 giugno 1950     |
| 41 | I'm No Hero                     | 13 giugno 1950    |
| 42 | Wisteria Cottage                | 27 giugno 1950    |